# Hapsidophrys
Genre
Synonymes
- Gastropyxis Cope, 1861

Hapsidophrys est un genre de serpents de la famille des Colubridae.

## Répartition
Les trois espèces décrites à ce jour pour ce genre se rencontrent en Afrique tropicale.

## Description
Toutes les espèces du genre Hapsidophrys sont considérées comme étant arboricoles, aglyphes et non-venimeuses pour l'homme. Elles ne dépassent pas 130 cm de longueur totale à l'âge adulte. Ce genre, très proche phylogénétiquement, écologiquement et morphologiquement de Philothamnus, se caractérise par une couleur d'un vert chatoyant, un corps mince et élancé avec une longue queue, et des yeux de relative grande taille. Ces serpents diurnes semblent se nourrir essentiellement de lézards (gecko, scinques) et d'amphibiens.

## Liste des espèces
Selon The Reptile Database (26 décembre 2015) :
- Hapsidophrys lineatus Fischer, 1856
- Hapsidophrys principis (Boulenger, 1906)
- Hapsidophrys smaragdinus (Schlegel, 1837)

## Étymologie
Hapsidophrys tire son nom du grec ὰψις, hapsis, « courbure », ὄφρῦς, ophrys, « sourcil », en référence au fait que la tête, courte, est fortement arquée d'avant en arrière entre les yeux.

## Publication originale
- Fischer, 1856 : Neue Schlangen des Hamburgischen Naturhistorischen Museums. Abhandlungen aus dem Gebiete der Naturwissenschaften, vol. 3, no 4, p. 79-116 (texte intégral).